# بيتر جيربر (متسابق يخت)
بيتر جيربر هو متسابق يخت سويسري، ولد في 22 مايو 1944.

## وصلات خارجية
- بيتر جيربر على موقع أوليمبيديا (الإنجليزية)